# Coop Kristianstad Blekinge
Coop Syd, tidigare Coop Kristianstad Blekinge (CKB), är en svensk konsumentförening. Huvudkontoret ligger i Kristianstad.
Dåvarande CKB drev tidigare butiker i nordöstra och mellersta Skåne samt delar av Blekinge. Från år 2022 driver man alla Coop-butiker i Skåne och Blekinge, undantaget Karlshamns kommun och Veberöd. Ett mindre antal tidigare Netto-butiker samägs med Coop Butiker & Stormarknader i bolaget Coop Sydöst AB.

## Historik

### Bakgrund
Coop Kristianstad Blekinge har sitt ursprung i Konsumtionsföreningen Kristianstad m. o. som grundades 1921 som Kristianstads kooperativa handelsförening. Genom åren företog den olika fusioner. Den 1 januari 1966 uppgick Konsumtionsföreningen Sölvesborg-Bromölla i Kristianstadsföreningen. Senare fusionerade man även med Konsumtionsföreningen Karlskrona-Ronneby m. o.

### Kristianstad-Blekinge konsumentförening
Som en följd av fusionen ändrades föreningens namn vid årsskiftet 1969/1970 till Kristianstad-Blekinge konsumentförening (KBK). Föreningen hade då 38000 medlemmar och drev sju Domusvaruhus, 40 Konsumbutiker och fem restauranger som tillsammans omsatte 175 miljoner kronor.
KBK skyltade från 1980-talet om flera mellanstora butiker till konceptet K-marknad som införts i Solidars område några år tidigare. I Solidars område försvann K-marknaden på 1990-talet, men KBK höll fast vid namnet längre och skyltade först under 2005 om föreningens K-marknader till Konsum. K-marknader fanns då i Olofström, Sölvesborg, Ronneby, Osby och Åhus.
På 1990-talet uppgick Konsum Mellanskåne med butiker i Eslöv, Höör och Hörby i KBK. Bland mindre fusioner under 1990-talet kan nämnas Kyrkhults konsumentförening som togs över 1994.
Under 2005 meddelade KBK att ett antal Konsumbutiker skulle läggas ner, nämligen de i Ronneby, Olofström och Rönneberga (Eslöv).
Tidigare hade KBK haft verksamhet utöver livsmedelsförsäljning, däribland avdelningarna för husgeråd och kläder vid Domus i Kristianstad, som stängde år 2012. Sedan år 1979 ägde KBK även Bromölla Möbelaffär med tre butiker i Karlskrona, Bromölla och Hässleholm. Detta företag såldes år 2015.
År 2010 tog föreningen över Coop Forum på Amiralen i Karlskrona som dittills ägts direkt av KF genom Coop Butiker och Stormarknader. Stormarknaden gjordes därefter om till en Coop Extra.
Den 1 november 2019 tog CKB över Kågeröd Handelsförening och dess Coop Konsum-butik i Kågeröd.
Efter att Coop tagit över den svenska Netto-kedjan bildades bolaget Coop Sydöst (organisationsnummer 556239-3388) för de Netto-butiker som låg i CKB:s område. Bolaget ägdes gemensamt av CKB och Coop Butiker & Stormarknader. Vid bildandet ingick 13 butiker i Coop Sydöst, att jämföra med de 20 butiker CKB redan hade.

### Coop Syd
I augusti 2021 presenterades en omorganisation som innebar att Coop Butiker & Stormarknader (CBS) delas upp mellan Konsumentföreningen Stockholm, Coop Kristianstad Blekinge och Coop Mitt. CBS hade dittills bland annat drivit 78 butiker i södra och västra Skåne och dessa förs över till CKB i början av år 2022. CKB ökar därmed antalet butiker från 34 till 112. Samtidigt förs även KF:s medlemmar i dessa områden över till CKB.
De butiker som fördes över till CKB i januari 2022 lades i ett bolag kallat Coop Syd AB (organisationsnummer 556615-2269). Coop Syd blev även ett samlingsnamn för butiksgruppen. Coop Syd-gruppen drev därefter nästan alla Coopbutiker i Skåne och Blekinge, undantaget butiker i Karlshamns kommun och Veberöd. Senare ändrades även föreningens namn till Coop Syd Ekonomisk förening och de butiker som låg direkt under föreningen flyttades till Coop Syd AB.
En av föreningens första förändringar var att satsa på det nya lågpriskonceptet X-tra som i hög grad byggdes kring tidigare Nettobutiker. Coop Syds första omställningar till X-tra skedde i mars 2022 i Sölvesborg och Hässleholm. I november 2022 hade antalet X-tror inom föreningen ökat till 22 stycken.
Under 2022 meddelade föreningen även att åtta Nettobutiker skulle stängas. Dessa var Stattena i Helsingborg, Landshövdingevägen i Ängelholm, Östervångsplan i Landskrona, butiken i Klippan, Stora Torggatan i Skurup, Videdal i Malmö, Nyemöllevägen i Karlshamn och Solkullen i Eslöv. I och med stängningen lämnade föreningen Klippan; på övriga orter fanns åtminstone en till Coop. I januari 2023 stängde man även gamla Netto på Kommendörsgatan i Ystad och Bintjevägen i Kävlinge.